# 혼마 이사오
혼마 이사오(일본어: 本間 勲, 1981년 4월 19일 ~ )는 일본의 전직 축구 선수로 현역 시절 포지션은 미드필더였으며 선수 생활 17년동안 일본 대표팀과는 인연이 없었다.

## 선수 시절
1981년 4월 19일 일본 니가타현 다이나이시에서 태어나 나라시노 고등학교 졸업 후 2000년 고향팀인 알비렉스 니가타에 입단하여 2014 시즌 초반까지 공식전 371경기 16골을 기록하며 J리그 디비전 2 2001 4위, J리그 디비전 2 2003 우승, 2009년 일왕배 8강, 2011년 J리그컵 8강 등의 성적에 기여했고 J1리그 승격 이후에는 J리그 디비전 1 2007 6위라는 니가타 구단 역사상 J1리그 최고 성적에도 이바지하는 등 10시즌동안 J1리그에서 맹활약을 펼쳤다.
그리고 2014 시즌 초반 J3리그의 도치기 SC로 이적 후 3시즌동안 활동하며 J3리그 2016 준우승에 기여한 뒤 2017년 고향팀이자 친정팀인 알비렉스 니가타로 복귀 후 공식전 12경기를 소화했으며 2017 시즌을 마친 후 프로 공식전 460경기 18골의 기록을 남기고 현역 은퇴를 선언했다.

## 수상

### 클럽
알비렉스 니가타
- J2리그 : 우승 (2003), 4위 (2001)

도치기 SC
- J3리그 : 준우승 (2016)